# Ferrocarriles de Cuba

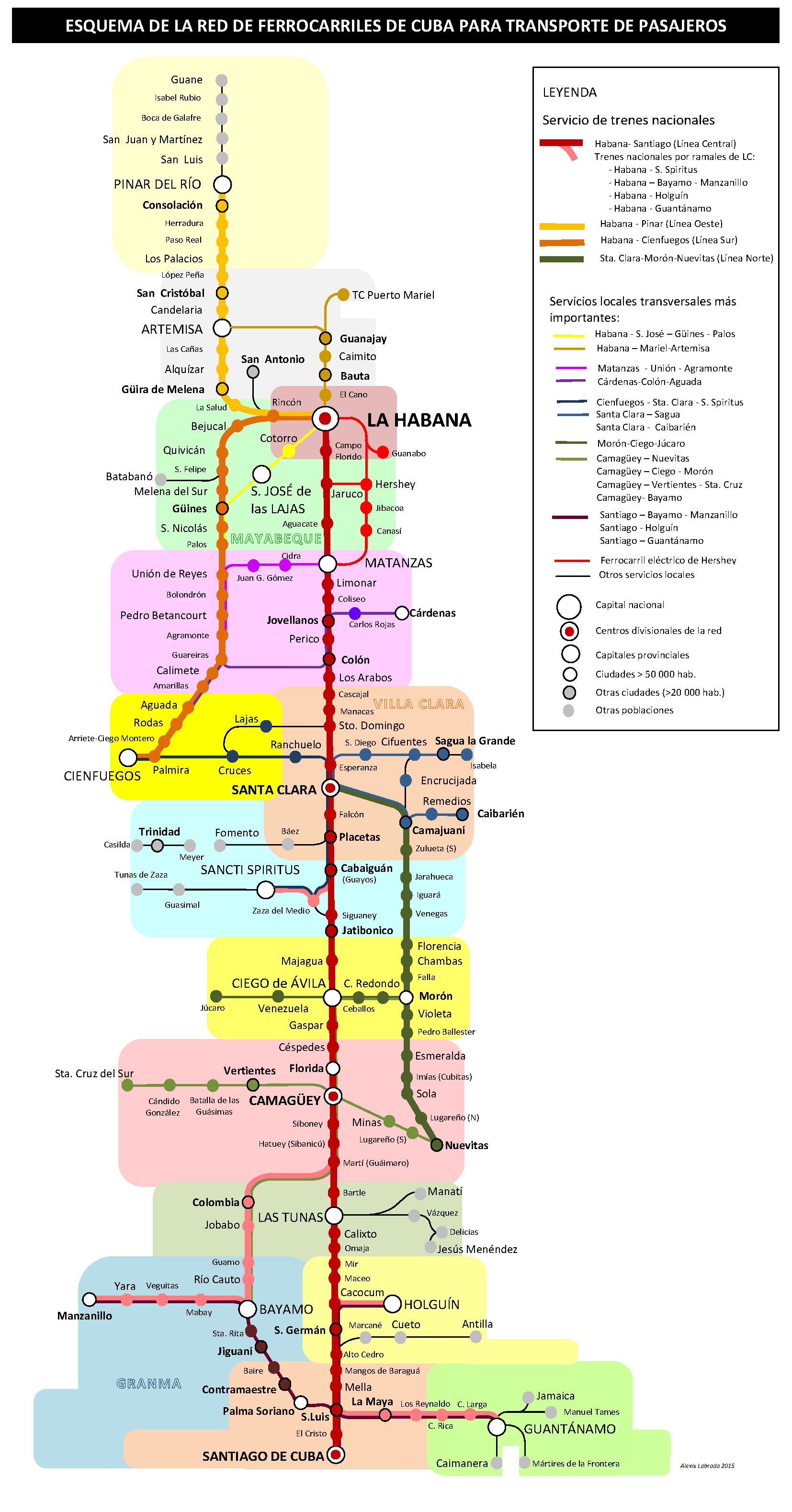
Le réseau ferroviaire cubain pour le transport de passagers.

Ferrocarriles de Cuba (FCC) ou Ferrocarriles Nacionales de Cuba (en français : Compagnie nationale des chemins de fer de Cuba) assure des services de passagers et de fret à Cuba. Elle est la seule compagnie de chemin de fer dans les îles des Caraïbes.

## Le réseau
Le réseau des Ferrocarriles de Cuba est d'écartement standard (1 435 mm). Il s'étend de Guane (province de Pinar del Río) dans la partie occidentale de l'île jusqu'à la baie de Guantánamo dans la partie orientale. La plupart des 4 226 km de voies sont en traction diesel, 140 km sont cependant électrifiés.
Le tronçon central de 835 km de long part de la gare centrale de la Havane, jusqu'à Santiago de Cuba, dans l'est. Il est parcouru par le Train numéro 1. D'autres services de longue distance pour passagers vont de la Havane à Pinar del Río (branche ouest), Cienfuegos (branche Sud), Sancti Spiritus, Bayamo-Manzanillo et à Guantanamo. Le réseau relie les six ports de premier niveau de Cuba : la Havane, Mariel, Matanzas, Cienfuegos, Nuevitas et de Santiago de Cuba, ainsi que tous les capitales de la province.
Le chemin de fer électrique de Hershey relie la Havane à Matanzas. Il a été construit par la Hershey's pour transporter les travailleurs et les produits après qu'ils ont acheté des plantations de canne à sucre en 1916. Ce service de banlieue exploité par Ferrocaliles de Cuba dans le nord de la Havane et de la province de Matanzas utilise encore certains équipements d'origine.

## Histoire

### Colonie de Cuba
En 1836, Gaspar Cisneros Betancourt établit un service de chemin de fer hippomobile appelé le Ferrocarril de Camagüey un Nuevitas à Camagüey (Puerto Príncipe).
L'histoire du chemin de fer à Cuba commence le 12 octobre 1834, lorsque le régent à la reine d'Espagne Marie-Christine de Bourbon-Siciles approuve la construction de la première ligne. Quand la Compania de Caminos de Hierro de La Habana ouvre les 27,5 km de la ligne de la Havane à Bejucal le 19 novembre 1837, ils inaugurent la première ligne de chemin de fer à traction à vapeur en Amérique latine. À cette époque, l'Espagne ne possède pas de lignes de chemin de fer. La ligne de La Havane est prolongée de 17 km vers Güines, le 19 novembre 1839. En décembre 1843, les villes de San Felipe et de Batabanó sont connectées au réseau ferroviaire et d'autres extensions sont ajoutées en 1847 (17 km), 1848 (à 21 km), et 1849 (21 km).
La Havane inaugure son premier tramway (Ferrocarril Urbano de la Habana) le 3 février 1859.

### Période pré-révolutionnaire de Cuba

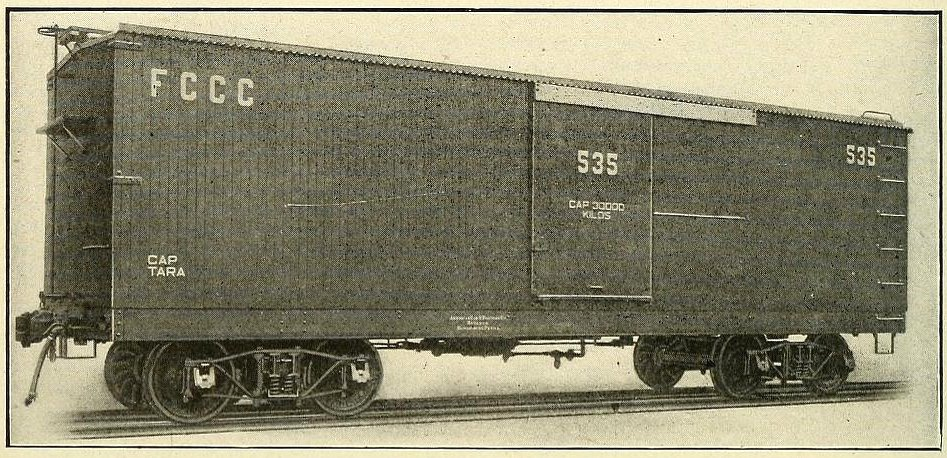
Wagon utilisé pour le transport de la canne à sucre. Vers 1913.

Sir William Van Horne, pionnier du chemin de fer au Canada a contribué à l'accroissement du réseau ferroviaire cubain au début du XXe siècle. Il a été un investisseur dans la Cuba Railroad Company (fondée en 1900).
En 1924, Ferrocarriles Consolidados de Cuba est créé à partir d'un différend entre Ferrocarriles Consolidados de Cuba et de Ferrocarriles de Cuba.
D'autres compagnies de chemin de fer sont créées et fusionnées dans les années 1920 :
- Ferrocarriles del Norte de Cuba 1916
- Ferrocarril Espirituano Thonidés de Zaza
- Ferrocarril de Guantánamo y Occidente

De 1940 à 1959, le système ferroviaire est modernisé par l'acquisition de matériel ferroviaire provenant des firmes Budd et Fiat. Ces trains permettent un service par automoteurs (diesel) à quatre voitures  sur la ligne principale entre la Havane et Santiago de Cuba.
Après la Seconde Guerre mondiale, un vaste réseau d'autobus interurbains diesel a été créé avec quatre ou cinq grands transporteurs en concurrence dans le corridor est-ouest entre la Havane et dans les provinces de l'est. Après la révolution, avec la nationalisation du système de transport, du fait du détournement des ressources pour favoriser les dépenses liées à la défense et en l'absence de concurrence pour le service, le matériel ferroviaire s'est lentement détérioré ; ceci couplé avec l'impossibilité d'obtenir des pièces de rechange depuis les États-Unis qui était le principal fournisseur d'équipement pendant des décennies, détruit un réseau efficace.
Quelques usines à sucre sont passées de la traction au diesel à des locomotives électriques pour transporter les marchandises. En 1958, Cuba avait plus de chemin de fer (voies au kilomètre carré) que n'importe quel autre pays.
Avant la révolution cubaine il y avait un ferry-train entre Miami et la Havane. La West India Fruit and Steamship Company  a été l'une des nombreuses sociétés à fournir ces services.

### Les chemins de fer post-révolutionnaires

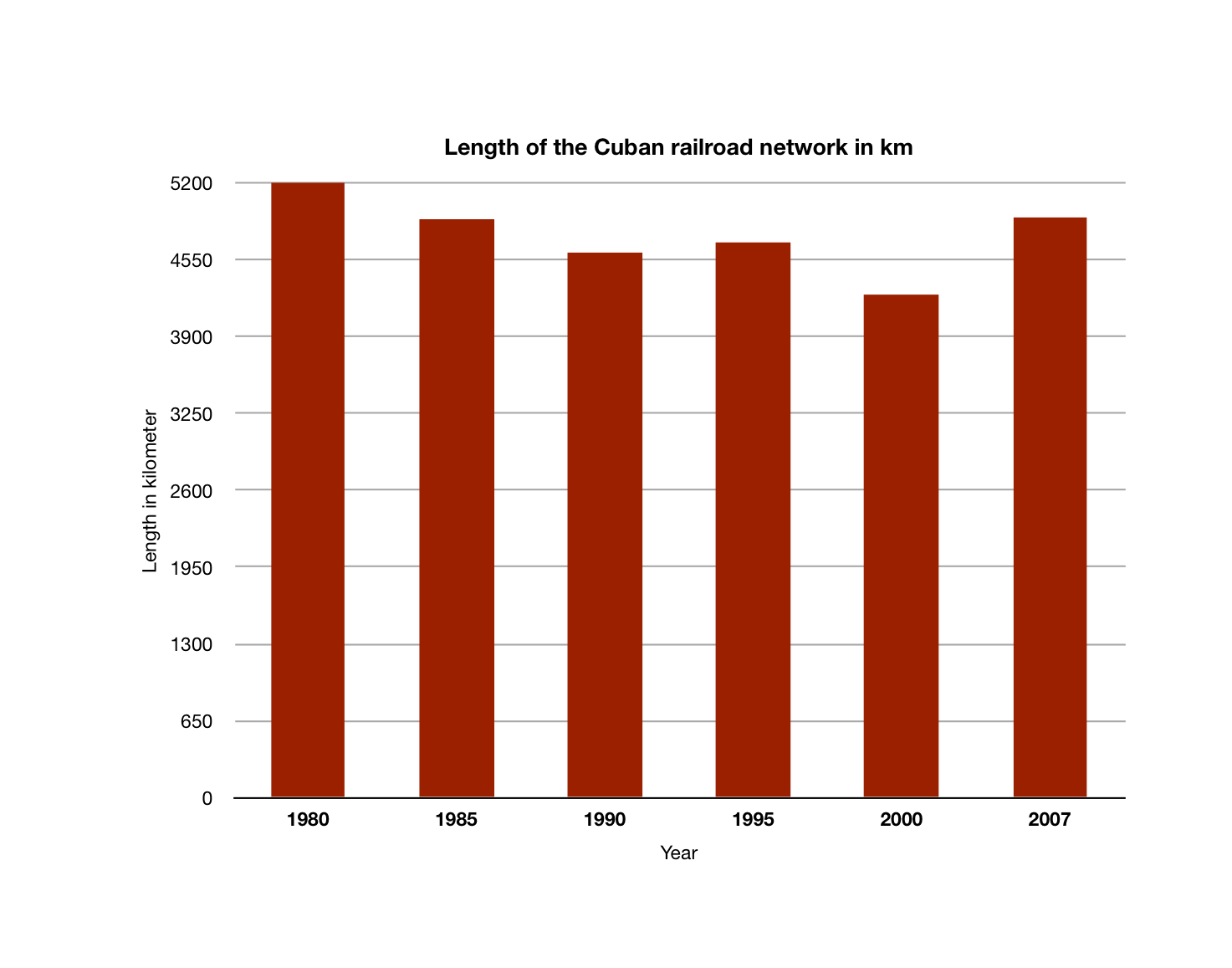
Diagramme de la longueur du réseau cubain en kilomètres (1980-2007)

La destruction du prétendu train blindé du président Fulgencio Batista (il semble qu'il s'agissait d'un train ordinaire transportant des soldats et des armes) par les révolutionnaires lors de la bataille de Santa Clara, en décembre 1958, est un tremplin important dans la révolution cubaine.
Après la révolution de 1959, les Ferrocarriles Nacionales de Cuba ont été créés par la nationalisation des compagnies privées et leur fusion aux systèmes ferroviaires publics. Le MINAZ (Ministerio del Azúcar - Ministère du sucre) a continué de mettre en œuvre un système de chemin de fer, principalement pour le transport de produits à base de sucre.
De 1963 à 1966, la British Rail a aidé les chemins de fer nationaux cubains obtenir de nouvelles locomotives basées sur les Brush Type 4 (plus tard les Class 47 du British Rail), construites par Brush Traction à Loughborough, et dont l'assemblage final de la version cubaine des locomotives est réalisée par Clayton Equipment Company à Hatton dans le Derbyshire. Après la crise des missiles de Cuba, il est devenu plus difficile pour Cuba d'acheter du nouveau matériel de chemin de fer à cause de l'embargo des États-Unis contre Cuba. Certains trains ont été livrés par l'expédition sur des navires de pays tiers tels que ceux la république fédérative socialiste de Yougoslavie. Par exemple, les locomotives britanniques sont expédiées à partir de Hull à l'aide de navires yougoslaves.

## Matériel roulant
L'achat de nouveaux trains et de pièces par Cuba auprès du bloc de l'Ouest est arrêté à partir de la fin des années 1960 ; il est remplacé par le commerce avec le bloc de l'Est. Cette relation commerciale s'est effondrée avec la chute de l'Union Soviétique.
Cuba réussit à obtenir des trains et des locomotives neuves, auprès de nations amicales ou non concernées par l'embargo:
- 5 locomotives RSC18 ont été expédiées depuis le Canada
- 9 locomotives électriques venant des Ferrocarrils de la Generalitat de Catalunya (FGC - chemins de fer du gouvernement catalan)

À partir de 2000, le réseau de chemin de fer cubain a été amélioré par davantage d'équipements de seconde main. Plus de matériel d'occasion a été acheté au Canada, au Mexique et depuis l'Europe. En 2002, d'anciens autorails légers (BR771) ont été acquis en Allemagne.
La plupart des trains de Cuba fonctionnent au diesel ; une poignée de locomotives à vapeur restent pour l'industrie du sucre et de l'industrie du tourisme.
Après les années 1990, la Chine est devenue le fournisseur de voitures de chemin de fer pour Cuba. En 2006, 12 nouvelles locomotives (Type DF7G-C développant 2 500 ch (1 839 kW)) ont été expédiées à Cuba. Les chemins de fer chinois ont également vendu certaines de leurs voitures réformées.
Les wagons de marchandises ont été principalement acquis auprès de l'ancien Bloc de l'est et pays de l'ex-URSS, tandis que les voitures de voyageurs proviennent d'autres pays amis de Cuba (l'Espagne, le Japon, le Canada et la France).
| Modèle                   | Fabricant                                          | Quantité         | Notes                                               | Image |
| ------------------------ | -------------------------------------------------- | ---------------- | --------------------------------------------------- | ----- |
| TE114K (ru) diesel       | Voroshilovgrad Locomotive Factory, RSS             | 108              |                                                     |       |
| TEM2TK (ru) diesel       | Bryansk Engineering Works, URSS                    | 79               |                                                     |       |
| DVM-9 diesel electric    | Ganz–MÁVAG, Hongrie                                | 70               |                                                     |       |
| MX624 diesel             | MLW, Canada                                        | 50               | importé en 1976                                     |       |
| G8 diesel                | General Motors Electro-Motive Division, États-Unis | 51               | Étalée de 1954 à 1965.                              |       |
| TEM4 diesel              | Bryansk Engineering Works, USSR                    | 40               |                                                     |       |
| 040-DE diesel electric   | Brissonneau et Lotz, France                        | 42               | Similaire aux BB 63000 français                     |       |
| TEM15 diesel             | Voroshilovgrad Locomotive Factory, URSS            | 25               |                                                     |       |
| M62K diesel              | Voroshilovgrad Locomotive Factory, URSS            | 20               |                                                     |       |
| C30-7 diesel             | GE Transportation Systems, États-Unis              | 19               | Acquis via le Mexique                               |       |
| BR 771 railbus           | VEB Waggonbau Bautzen, RDA                         | 17               | tous vendus après 2000                              |       |
| BR 971 railbus           | VEB Waggonbau Bautzen, RDA                         | 3                |                                                     |       |
| BR 772 railbuses         | VEB Waggonbau Bautzen, RDA                         | 15               |                                                     |       |
| BR 972 railbuses         | VEB Waggonbau Bautzen, RDA                         | 22               |                                                     |       |
| DF7G-C diesel-électrique | CNR Beijing February 7 Locomotive Works, China     | 47/112           | Fournis à nouveau en 2005/2006/2008–2009–2010       |       |
| DF7K-C diesel-électrique | CNR, Chine                                         | 5                | Les cinq premiers livrés en 2008                    |       |
| GMD1 diesel              | General Motors Electro-Motive Division, Canada     | 20               | Venant du Canadian National Railway en 1999         |       |
| TGM8 (ru) diesel         | Lyudinovsky Locomotive Plant, Russie               | 60               | Commandés auprès de Sinhara, Russie (juillet 2016). |       |
| TGM4 (ru) diesel         | Lyudinovsky Locomotive Plant, Russia               | 15               | Commandés auprès de Sinhara, Russie (juillet 2016). |       |
| Voitures Tempo           | Hawker Siddeley Canada, Canada                     | assortis[Quoi ?] | Provenant de Ferrocarriles Nacionales de México     |       |
| Voitures Mistral 1969    | Provenant de la SNCF                               |                  |                                                     |       |

### Développements récents
Le 25 septembre 2007, les investisseurs de la Banque du Venezuela pour le développement socio-économique (BANDES) sont parvenus à un accord avec les représentants des transports de Cuba portant sur l'investissement de 100 millions de dollars US en vue de l’amélioration de l'infrastructure et la maintenance du réseau ferroviaire cubain. Le travail est prévu pour aider à augmenter la vitesse moyenne des trains sur Cuba, les chemins de fer à partir de 40 km/h à 100 km/h. Dans le cadre de l'accord, des ingénieurs cubains travaillent également sur des projets similaires sur le réseau du Venezuela.
En octobre 2007, les chemins de fer cubains commandent deux cents voitures de voyageurs et 550 wagons de marchandises auprès du fabricant iranien Wagon Pars.
En mai 2010, le gouvernement cubain annonce de vastes plans pour réparer le réseau de chemin de fer, acheter du nouveau matériel roulant, et l'ouverture de quatre centres de formation pour les cheminots.
L'amélioration des relations entre Cuba et les États-Unis a accru l'intérêt dans le tourisme ferroviaire.
En 2019, la SNCF souhaite travailler avec Ferrocarriles de Cuba afin de remettre en état les voies ferrées cubaines, aidée en cela par la nouvelle constitution cubaine et un décret favorable aux entreprises étrangères. La république populaire de Chine et la Russie sont également intéressées. la Chine livre en mai 80 wagons, qui effectuent leurs premiers trajets commerciaux en juillet. Le gouvernement cubain espère une remise en état de son réseau ferré d'ici à 2030.